# Pothyne ochreolineata
Pothyne ochreolineata là một loài bọ cánh cứng trong họ Cerambycidae.